# إيملي ويلسون
إيملي ويلسون (بالإنجليزية: Emily Wilson)‏ هي باحثة في تاريخ العصور الكلاسيكية بريطانية، ولدت في 1971 في أكسفورد في المملكة المتحدة.

## وصلات خارجية
- الموقع الرسمي
- إيملي ويلسون على موقع ميوزك برينز (الإنجليزية)